# PGC 22508
LEDA/PGC 22508 ist eine Balken-Spiralgalaxie vom Hubble-Typ SBdm im Sternbild Giraffe am Nordsternhimmel. Sie ist schätzungsweise 82 Millionen Lichtjahre von der Milchstraße entfernt und hat einen Durchmesser von etwa 20.000 Lichtjahren. Gemeinsam mit NGC 2460, IC 2209, PGC 22524 und PGC 22561 bildet sie die kleine NGC 2460-Gruppe.